# Edmund Jäger (politik)
Edmund Jäger (22. ledna 1864 Kopaniny – 21. července 1935 Dolní Žandov) byl rakouský politik německé národnosti z Čech, na počátku 20. století poslanec Říšské rady.

## Biografie
Vychodil národní školu a gymnázium. Studoval Vídeňskou univerzitu a univerzity v německé Jeně a Kielu. Působil jako lékař. Angažoval se v politice jako člen německých politických stran. Byl starostou domovského Dolního Žandova.Domovské město mu udělilo čestné občanství.
Na počátku 20. století se zapojil i do celostátní politiky. V doplňovacích volbách roku 1905 získal mandát v Říšské radě (celostátní zákonodárný sbor) za městskou kurii, obvod Cheb, Františkovy Lázně, Aš atd. Nastoupil 28. listopadu 1905 místo Ernsta Bareuthera. Uspěl i v řádných volbách do Říšské rady roku 1907, konaných poprvé podle všeobecného a rovného volebního práva, kdy byl zvolen za obvod Čechy 91. Mandát obhájil za týž obvod i ve volbách do Říšské rady roku 1911. Ve vídeňském parlamentu setrval až do zániku monarchie. K roku 1911 se profesně uvádí jako lékař.
V roce 1905 se uvádí coby všeněmec a stoupenec Georga Schönerera. Po volbách roku 1907 byl členem poslanecké frakce Všeněmecká skupina, stejně tak po volbách roku 1911.
V letech 1918–1919 zasedal jako poslanec Provizorního národního shromáždění Německého Rakouska (Provisorische Nationalversammlung), nyní za Německou nacionální stranu (DnP).
Zemřel v červenci 1935 na mrtvici.